# Strijkkwintet (Nielsen)
Carl Nielsen componeerde zijn enige Strijkkwintet kort na het voltooien van zijn eerste strijkkwartet. Dat heeft ertoe geleid dat beide werken niet zo vaak uitgevoerd zijn, aangezien ze elkaar in de weg zaten. Tijdens de première in 1889 in het Kammermusikforeningen af 1868 speelde Nielsen tweede viool. De openbare première vond plaats op 28 april van dat jaar, ook weer met de componist zelf. Bij die gelegenheid waren de twee belangrijkste Deense componisten van die tijd aanwezig: Niels Gade en J.P.E. Hartmann. Nielsen was zeer verheugd over de positieve recensies, die het werk jong en robuust noemden.
Het vroege verschijnen van het nieuwe tweede strijkkwartet heeft ertoe bijgedragen dat het werk niet tot het standaardrepertoire ging behoren. Het is nog gespeeld op een privéconcert in Berlijn in 1890 en daarna nog in 1911. Pas in 1925 voor het feest ter ere van de 60e verjaardag van de componist werd het werk opnieuw gespeeld. De violist Thorvald Nielsen (geen familie) vroeg voor die gelegenheid om een nieuw strijkkwartet, maar kreeg dit strijkkwintet daarvoor terug. Toen Thorvald het werk nog een aantal keren op andere gelegenheden speelde, werd het werk aan hem opgedragen. In 1925 bestond het werk alleen nog in manuscriptvorm.

## Delen
1. Allegro pastorale
2. Adagio
3. Allegretto scherzando
4. Finale: Allegro molto

## Bron en discografie
- Uitgave Dacapo: Jong Deens Strijkkwartet